# Colônia de Delaware
```
   |-
       |
Erro:
:  
valor não especificado para "
nome_comum
"
```

A Colônia de Delaware foi uma das Colônias Centrais do Império Britânico, consistia em terras na margem Oeste da Baía de Delaware. No início do século XVII, a área era habitada pelos Lenapes e possivelmente pelas tribos Assateague de nativos americanos. Os primeiros colonos europeus foram os suecos e os holandeses com assentamentos desde 1631, e de forma permanente com a Nova Suécia, a partir de 1638, só passando ao controle inglês em 1664.
William Penn recebeu a escritura do que foi então chamado de "os condados mais baixos do Delaware" pelo Duque de Iorque, em uma escritura separada daquela que ele mantinha sobre a, bem maior, Província da Pensilvânia, pois ele tinha interesse no acesso ao mar.
Delaware foi então governada como parte da Pensilvânia de 1682 a 1701, quando os "os condados mais baixos" solicitaram e receberam uma legislatura colonial independente, embora as duas colônias dividissem o mesmo governador até 1776, quando a assembléia de Delaware votou para romper todos os laços com a Grã-Bretanha, e também com a Pensilvânia, e o nome Delaware, se tornou oficial.

## Histórico

### Antecedentes
A primeira exploração européia do que seria conhecido como Vale do Delaware foi feita pelo navio holandês Halve Maen, sob o comando de Henry Hudson, em 1609, durante uma viagem para localizar a Passagem Noroeste para a Ásia. Hudson navegou para o que é hoje em dia conhecido como: Baía de Delaware. Ele o chamaria de "South River", mas isso mudaria mais tarde depois que Samuel Argall encontrou o rio em 1610, depois de ser desviado do curso devido a uma tempestade. Argall mais tarde renomearia o rio para Delaware, em homenagem a Thomas West, De La Warr, o segundo governador da Virgínia. As expedições de acompanhamento de Cornelius May em 1613 e Cornelius Hendrickson em 1614 mapearam a costa do que se tornaria Delaware para inclusão na colônia da Nova Holanda. 

### Avanço holandês
Em 1631, os holandeses enviaram um grupo de 28 homens para construir um forte dentro do Cabo Henlopen, em Lewes Creek, para estabelecer a Colônia Zwaanendael. Esta primeira colônia foi criada para aproveitar a grande população de baleias e produzir óleo de baleia. Um mal-entendido cultural com os nativos americanos levou ao massacre dos 28 colonos iniciais antes que se completasse um ano. O "patrão" David Pietersz. de Vries chegou logo depois com mais 50 colonos. Embora ele tenha concluído um tratado com os índios, DeVries, seus parceiros na Holanda e a Companhia Holandesa das Índias Ocidentais, decidiram que o local era perigoso demais para uma tentativa imediata e os colonos adicionais foram desembarcados em Nova Amesterdã (Nova Iorque). O assentamento holandês inicial foi criado em 1638, centrado no rio em Fort Nassau, em Big Timber Creek, ao sul do que é hoje Gloucester City, Nova Jérsei e lá permaneceu até 1651, quando Peter Stuyvesant deslocou o assentamento para o lado Oeste do rio para conter o avanço do suecos.

### Avanço sueco
Os suecos por seu lado, tornaram em março de 1638, a Nova Suécia, o primeiro assentamento europeu permanente em Delaware. O Kalmar Nyckel, ancorado em um ponto rochoso conhecido como "Minquas Kill", hoje conhecido como Porto dos Suecos (em Wilmington, Delaware). A Companhia Nova Suécia foi organizada e supervisionada por Clas Fleming, um almirante e administrador sueco. Samuel Blommaert, diretor flamengo da Companhia Holandesa das Índias Ocidentais, que ficou frustrado com as políticas da empresa, ajudou na adaptação. A expedição foi liderada e instigada por Peter Minuit, governador fundador da Nova Holanda, que havia sido demitido pela Companhia Holandesa das Índias Ocidentais, que administrava a colônia como uma concessão. Minuit se ressentia da empresa e estava ciente da ocupação esparça dos holandeses ao longo do vale do rio Zuyd (Delaware). Como a colônia holandesa que pretendia ocupar, a Nova Suécia era um assunto multicultural, com finlandeses, holandeses, valões (belgas) e alemães, além de suecos entre os colonos.

### Disputa
O primeiro posto avançado do assentamento sueco recebeu o nome de Fort Christina (atualmente Wilmington), em homenagem à rainha Christina da Suécia. O governador Johan Björnsson Printz administrou a colônia de 1643 a 1653. Foi sucedido por Johan Classon Risingh, o último governador da Nova Suécia. Os holandeses nunca aceitaram a colônia sueca como legítima e a luta entre as forças da Companhia Holandesa das Índias Ocidentais e os oficiais e apoiadores da Nova Suécia estava em andamento. Em 1651, o governador da Nova Holanda, Peter Stuyvesant, havia removido o Fort Nassau e o reconstruiu mais abaixo no rio, depois do Fort Christina como Fort Casimir, cercando efetivamente a colônia sueca. Fort Beversreede, uma tentativa de curta duração de estabelecer um ponto de apoio no final do "Great Minquas Path" (na atual Filadélfia) foi abandonada. Três anos depois, a colônia da Nova Suécia atacou e tomou o posto avançado, renomeando-o como Fort Trinity. A luta finalmente terminou em setembro de 1655. Com a Segunda Guerra do Norte ocorrendo furiosamente na Europa, Stuyvesant reuniu um esquadrão militar e naval suficiente para capturar os fortes suecos, restabelecendo o controle da colônia. O "Fort Casimir/Trinity" foi novamente rebatizado como "New Amstel" (posteriormente rebatizado para New Castle) foi o centro do comércio de peles e a sede da administração da colônia e a população européia da região começou a crescer.

### Conquista inglesa
Em 1664, depois que o coronel Richard Nicolls capturou Nova Amesterdã, Robert Carr foi enviado para o rio Delaware. Ele tomou New Amstel, pilhando-o e maltratando brutalmente seus colonos, alguns dos quais ele vendeu como escravos na Virgínia. Carr transformou o nome do holandês para o inglês e é conhecido desde então New Castle. Carr e suas tropas continuaram descendo a costa, devastando e incendiando assentamentos, incluindo a famosa comunidade utópica menonita de Pieter Corneliszoon Plockhoy, perto da atual Lewes, Delaware, que foi completamente destruída. Isso efetivamente acabou com o domínio holandês da colônia e, por esse motivo, encerrou suas reivindicações por qualquer terra na América do Norte colonial. A partir de então, Delaware foi reivindicada por Nova Iorque através de um representante do Duque de Iorque de 1664 a 1682, mas na verdade não estava na posse do Duque nem de seus colonos, uma situação da qual tiraram proveito os proprietários de Maryland.

### Outras fontes
- Johnson, Amandus The Swedish Settlements on the Delaware, 1638–1664 (Philadelphia: Swedish Colonial Society, 1911)
- Weslager, C. A. A Man and His Ship: Peter Minuit and the Kalmar Nyckel ( Kalmar Nyckel Foundation. Wilmington, Delaware. 1989)